# 季云飞
季云飞（1963年—），当代艺术家、水墨画家，季云飞的水墨画在美国、英国、意大利和巴西等将近10个国家展出过，得过16个奖项。2005年，他成为第一个获得美国罗马学院罗马奖的中国人。

## 生平
1963年出生在北京，父亲是军队里的医生，母亲是建筑绘图员。文革期间，母亲接受再教育的时候，季云飞跟着祖父母在杭州度过了两年。11岁开始学绘画。青年时代，季云飞如愿以偿地进入中国中央美术学院。1986年，美国阿肯色大学为他提供了奖学金，季云飞慎重考虑后，决定接受这个深造的机会。他说，决定出国有两个原因，一是不愿重复老师的悲剧；二是对前途感到迷茫。